# Pteropus argentatus
Pteropus argentatus — вид рукокрилих, родини Криланових.

## Поширення, поведінка
Країни поширення: Індонезія. 